# 2015년 이탈리아 대통령 선거
2015년 이탈리아 대선은 2015년 1월 31일 치러진 이탈리아의 대통령 선거이다. 세르지오 마타렐라가 당선되었다.
2015년 이탈리아 대통령 선거는 2015년 1월 14일 조르조 나폴리타노 대통령이 사임한 후 1월 29~31일에 치러졌다. 선거 당시 피에트로 그라소 상원의장이 대리직을 맡았다. 이탈리아 의회 의원과 지역 대표만이 투표권을 갖는다. 이탈리아 공화국의 국가 원수로서 대통령은 국가 통합을 대표하는 역할을 하며 의회 체제 내에서 이탈리아 정치가 이탈리아 헌법을 준수하도록 보장한다.
1월 31일 4차 투표에서 세르지오 마타렐라 전 부총리 겸 헌법재판소장이 1,009표 중 665표를 얻어 이탈리아 공화국의 대통령으로 선출됐다.